# Робер Габріель Генс
Робер Габріель Генс (фр. Robert Gabriel Gence; 1670—1728) — французький художник.
Народився у Парижі 1670 року, помер у Байонні в 1728 році.
Працював переважно в Байонні на службі у Марії Анни (1667—1740), принцеси Баварії та другої дружини короля Іспанії Карла II.
Художник виконав кілька портретів короля, в тому числі датований 1715 роком, нещодавно придбаний Баскським історичним музеєм Байонни. Ще один портрет принцеси зберігається у Версалі. Генс зобразив дворян свого регіону в стилі, подібному до Гіацинта Ріґо та Жана Ранка, з якими він поділив свою клієнтуру.